# Farol de Pemaquid Point
O Farol de Pemaquid Point é um farol de concreto localizado em Bristol, Maine, Estados Unidos.
O farol foi encomendado em 1827 por John Quincy Adams e construído naquele mesmo ano. Devido a má obra (água salgada foi usada na mistura da argamassa), o farol começou a desmoronar-se e foi substituído em 1835. O segundo contrato para a construção estipulou que somente água fresca seria utilizada. Keeper Isaac Dunham supervisionou a construção e escreveu em uma carta para o Conselho de Faróis dos Estados Unidos de que o acordo foi confirmada e o trabalho de construção correu bem.
A lente original era um refletor parabólico Argand-Lewis, iluminada com velas e com uma visibilidade de 2 quilômetros. Augustin Jean Fresnel, um físico francês, inventou uma forma superior de focalizar a luz proveniente dos faróis no início dos anos 1850 e a maioria dos faróis nos Estados Unidos foram convertidos para a lente de Fresnel, uma lente de Fresnel de quarta ordem foi colocada em 1856 no farol de Pemaquid Point. A lente é uma de apenas seis lentes de Fresnel ainda em serviço no estado de Maine. A casa do faroleiro foi construída em 1857.
O farol foi adicionado ao Registro Nacional de Locais Históricos dos Estados Unidos como Farol de Pemaquid Point em 16 de abril de 1985, o número de referência 85000843.

## Ligações Externas
- Pemaquid Point Lighthouse Park
- The Fishermen’s Museum at Pemaquid
- Bristol Lighthouse Committee